# Agutaya
Agutaya es un municipio (tagalo: bayan; cebuano: lungsod; ilongo: banwa; ilocano: ili; a veces munisipyo en tagalo, cebuano e ilongo y munisipio en ilocano) de la provincia filipina de Palawan en la región de Bisayas Occidentales. Actualmente posee una población de 10.422 habitantes distribuidos en sus diferentes aldeas o barangayes.

## Geografía
Su término comprende la parte septentrional del Archipiélago Cuyo, un grupo de cerca de 45 islas situadas al noreste de la isla de Paragua, al sur de Mindoro y Panay.
Forman parte de este municipio las siguientes islas e islotes, agrupadas por barrios:
- Isla de Agutaya, barrios de Cambián, Villafría, Villasol, Abagat y Bangcal.
- Grupo de  islas de Quinilubán, barrios de Algeciras con las siguientes islas e islotes: Algeciras, Quinilubán, Latube y Mandit-Malog y Concepción, con las siguientes islas e islotes: Tinituán, Alacar, Nyamolok, Silad Cambuag y Halog.
- Barrio Isla de Diit con las siguientes islas e islotes:Lean, Alob (Inmaurán) y Oco.
- Barrio Isla de Maracañao.
- Barrio Isla de Mataragüis.

## Barangayes
- Algeciras
- Concepción
- Dit (Diit)
- Maracañao
- Mataragüis
- Abagat
- Bangcal
- Cambián
- Villafría
- Villasol

| Latitud       | 11º08`55``N  |
| Longitud      | 120º56`32``E |
| Altitud media | 60 metros    |
| Zona horaria  | UTC+8        |

- Datos: Q111351
- Multimedia: Agutaya / Q111351

1. ↑  Worldpostalcodes.org, código postal n.º 5320.